# 臺中市立清水高級中等學校校友列表
本條目收錄畢業自臺中市立清水高級中等學校以及其前身校友。

## 學術經濟
- 朱經武：臺裔美籍物理學家，前香港科技大學校長，現任臺灣綜合大學系統校長，美國國家科學獎章得主。
- 陳文村：國立清華大學前校長，行政院科技顧問，教育部終身榮譽國家講座。
- 陳志誠：國立臺灣藝術大學校長。
- 楊思偉：國立臺中教育大學前校長。
- 趙敏勳：國立勤益科技大學前校長。
- 廖一久：中央研究院院士，台灣草蝦養殖之父，水產試驗所所長，總統科學獎得主。
- 陳修平：臺南市政府教育局前局長，現任國立中山大學附屬國光高級中學校長。
- 蔡秉燚：臺裔美籍工程師，N95口罩發明者。
- 曹興誠：聯電榮譽董事長。
- 戴勝益：王品集團創辦人。
- 戴勝通：三勝製帽股份有限公司董事長。
- 歐敏輝：新天地餐飲集團董事長。
- 楊頭雄：味丹企業集團主席。
- 歐忠謀：上越經營管理顧問股份有限公司創辦人。
- 童瑞年：童綜合醫院董事長。
- 黃東波：前苗栗為恭紀念醫院院長，臺北榮民總醫院腎臟科、急診部主任。
- 楊美都：中國醫藥大學主任，參與全美國第一例活體肝臟移植手術。
- 蔡銘修：中國醫藥大學主任，參與全美國第一例活體肝臟移植手術。
- 王錦堂：國立臺灣大學醫學院教授。
- 陳秋江：國立臺灣大學教授，臺大醫院小兒科主治醫師。
- 趙凱：童綜合醫院主任
- 蔡國喜：臺中啟恩醫院院長。
- 房基璞：臺中明哲醫院院長。
- 蔡博雄：臺中昇和醫院院長。
- 林淑端：中央研究院公關室主任，中華民國十大傑出青年。
- 何國傑：國立臺灣大學生命科學院系主任。
- 蔡揚宗：國立臺灣大學管理學院教授。
- 楊樹煌：國立臺灣師範大學美術系教授。
- 林其璋：前國立中興大學工學院院長。
- 楊文祿：逢甲大學資電學院副院長。
- 蔡春進：國立交通大學教授。
- 林隆達：國立臺灣藝術大學書畫系教授。
- 陳貴瑞：逢甲大學教授。
- 楊全成：正修科技大學教授。
- 王錦賜：臺灣更生協會主任委員。
- 匡格非：豐原高中校長。
- 顏欽郎：長億高中校長。
- 王學財：嶺東高中校長。
- 楊叔夏：慈明高中校長。
- 李金芳：中港高中校長。
- 周先庭：清水國中校長。
- 黃金智：北勢國中校長。
- 紀仰三：沙鹿國中校長。
- 楊振標：梧棲國中校長。
- 蔡俊模：大雅國中校長。
- 舒富男：日南國中校長。
- 王秀如：沙鹿國中校長。
- 楊培塔：華南證券有限公司董事長。
- 蔡憲宗：中國製釉董事長。
- 陳德育：育晨生化科技董事長。
- 蔡朝佳：通用鞋業公司董事長。

## 影視
- 利菁：電視節目主持人。
- 廖亦崟：藝人。

## 藝術
- 紀宗仁：畫家，第24屆全國油畫展金牌獎。
- 張明善：專業藝術家。
- 林文德：畫家，曾參展於奧地利畫展。
- 李惠芳：藝術家，曾參與世界名家聯展。
- 蔡正一：畫家。

## 政治
- 黃仲生：前臺中縣縣長。
- 蔡堆：前交通部部長。
- 賈輔義：前陸軍中將副總司令。
- 孔繁定：前國防部總政治作戰局少將副局長。
- 陳宗禔：前空軍航空技術學院少將校長。
- 廖文盟：前國防部最高軍事法院少將院長。
- 陳瓊玲：前中華民國郵政總局局長。
- 陳志聲：前臺中縣文化局局長
- 黃聯昇：前駐巴拉圭大使。
- 林增福：中華民國最高法院庭長。
- 林秀惠：臺灣高等法院檢察官。
- 蔡振修：主任檢察官。
- 黃員：南投地檢署書記官長。
- 蔡其昌：立法院副院長。
- 楊瓊瓔：立法委員。
- 張文儀：立法委員。
- 沈智慧：立法委員。
- 張清堂：臺中直轄市議會第一屆議長。
- 張清照：臺中直轄市議會第三屆議長。
- 尤碧鈴：台中市議員。
- 林汝洲：台中市議員。
- 王立任：台中市議員。
- 李有福：台中縣議員
- 蔡嘉籐：台中縣議員。
- 陳年添：台中縣議員。
- 李順彬：沙鹿區區長。
- 吳金生：清水鎮鎮長。
- 石江林：龍井鄉鄉長。
- 周正雄：梧棲鎮鎮長。
- 陳文藤：彰化市市長。
- 楊紫宗：清水鎮鎮長。